# Øymark
Øymark is een voormalige gemeente in Noorwegen. De gemeente in de toenmalige provincie Østfold werd in 1964 samengevoegd met Rødenes tot de nieuwe gemeente Marker. Øymark werd een gemeente in 1903 toen de gemeente Aremark werd gesplitst. De parochiekerk dateert uit 1879.